# Memo Morales
Memo Morales, Guillermo Enrique Morales Portillo (Maracaibo, 1937. április 6. – Caracas, 2017. január 1.) venezuelai énekes.

## Élete
Morales zenészcsaládba született, így már gyermekként rádiós énekversenyeken vett részt. 1945-ben Caracasban részt vett a "Proarte infantil" versenyen, ahol a "Princesita rubia" előadásával első díjat nyert.
1953-ban kezdte zenei pályafutását, mint a Garrido y sus Solistas zenekar énekese. 1954-ben költözött Caracasba és ekkor kezdett Juanito Artetával és zenekarával dolgozni. 1958-ban Carlos Torres zenekarának az énekese lett. 1959-60-ban a Larraín zenekar, 1961 és 1964 között a Pedroza y sus Caciques és a Hermanos Salani zenekarok tagja volt. 1964-ben csatlakozott a Billo's Caracas Boys zenekarhoz akikkel olyan neves előadókkal dolgozott együtt mint Cheo García (El Guarachero de América) és José Luis Rodríguez (El Puma). Többek között a "Ni Se Compra, Ni Se Vende" és a "Viva España" dalokkal népszerűsítették a pasodoble-t. További slágerei voltak ebben az időszakban a "Se Necesitan Dos", a "Rumores", a "Parece Mentira", az "El Tunante", a "Dámele Betún", a "Juanita Bonita", a "Qué Tienes Tú", az "Eva", és a "La Rubia y la Trigueña".
1976-ban sikeres koncertsorozatot tartott az Egyesült Államokban. Fellépett New Yorkban, Los Angelesben, San Franciscóban és Miamiban. 1981-ben Luisín Landaezzel megalakította a La Nuestra együttest. Később ismét csatlakozott hozzájuk Cheo García és 1984-től La Gran Orquesta de Cheo y Memo néven zenéltek. García 1994-ben bekövetkezett halála után a zenekar feloszlott.
2016. december 31-én szilveszterekor a caracasi katonai kórházban adott koncertet majd éjfél után a Hermandad Gallegában újévi koncert közben szívrohamot kapott és kórházba szállítás közben elhunyt.